# Џејмстаун (Северна Каролина)
Џејмстаун (енгл. Jamestown) град је у америчкој савезној држави Северна Каролина.

## Демографија
По попису из 2010. године број становника је 3.382, што је 294 (9,5%) становника више него 2000. године.
| Група             | 2000.         | 2010.         |
| Белци             | 2.681 (86,8%) | 2.670 (78,9%) |
| Афроамериканци    | 246 (8,0%)    | 461 (13,6%)   |
| Азијати           | 74 (2,4%)     | 85 (2,5%)     |
| Хиспаноамериканци | 63 (2,0%)     | 107 (3,2%)    |
| Укупно            | 3.088         | 3.382         |